# Tokarevka
Tokarevka (ryska: Токаревка) är en ort i Kazakstan.   Den ligger i oblystet Qaraghandy, i den centrala delen av landet, 170 km sydost om huvudstaden Astana. Tokarevka ligger 492 meter över havet och antalet invånare är 4 098.
Terrängen runt Tokarevka är platt. Runt Tokarevka är det glesbefolkat, med 8 invånare per kvadratkilometer. Närmaste större samhälle är Temirtau, 15,4 km väster om Tokarevka. Trakten runt Tokarevka består i huvudsak av gräsmarker.